# Barbara Szydłowska-Żelazny
Barbara Szydłowska-Żelazny (ur. 16 lutego 1937 w Płocku, zm. 11 lutego 2011) – polska koszykarka, mistrzyni Polski w barwach Wisły Kraków, reprezentantka Polski.
Karierę sportową rozpoczęła w klubie Spójnia Kielce w 1952. Jako studentka Politechniki w Krakowie występowała w latach 1954-1955 w AZS Politechnika Kraków. W latach 1955–1965 grała w barwach Wisły Kraków, uczestnicząc w największych sukcesach tego klubu - mistrzostwie Polski w 1963, 1964 i 1965, a także zdobywając brązowe medale w 1959, 1960 i 1962.
Wystąpiła 48 razy w reprezentacji Polski, m.in. na mistrzostwach Europy w 1958 (5 m.), 1960 (4 m.) i 1962 (6 m.).
Po zakończeniu kariery sportowej była pracownikiem MPWiK w Krakowie. Pochowana na cmentarzu wojskowym przy ul. Prandoty w Krakowie (kw. LXXXVII-15-8). 

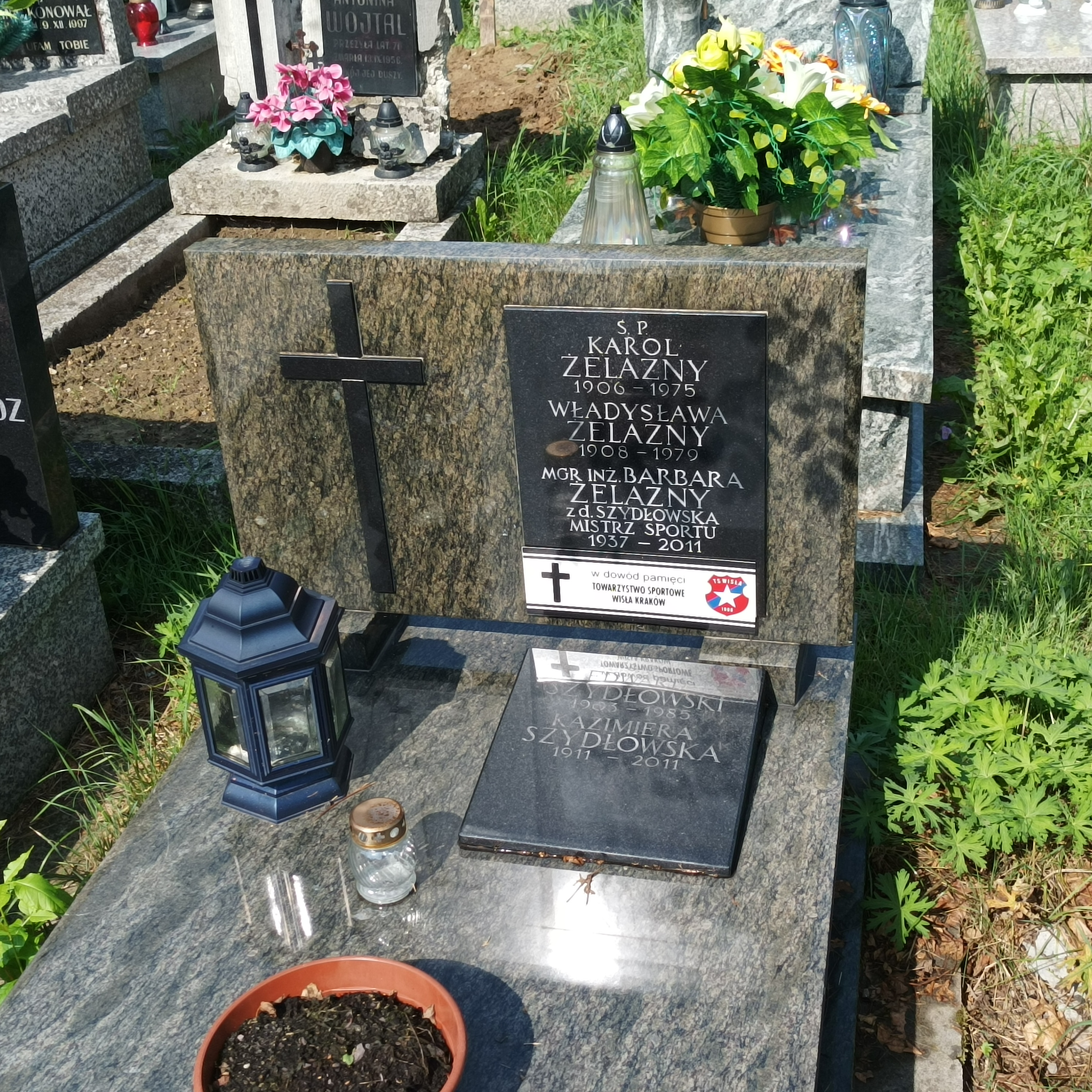
Grób Barbary Szydłowskiej-Żelazny na cmentarzu wojskowym przy ul. Prandoty w Krakowie